# يوسف فخر الدين
يوسف فخر الدين (15 يناير 1935 - 27 ديسمبر 2002)، ممثل مصري.

## عن حياته
ولد بحي مصر الجديدة في القاهرة لأم مجرية وأب مصري، وهو شقيق الفنانة مريم فخر الدين.
في عام 1955 حصل على الثانوية العامة وقد توقف عن الدراسة في السنة الثانية الجامعية، تزوج من الممثلة نادية سيف النصر وقد توفيت في عام 1974 في حادث سير ما جعله يصاب بحالة اكتئاب شديدة وابتعد عن الأضواء وفضّل السفر خارج البلاد حيث استقر في اليونان وصار من رجال الأعمال وتزوج من سيدة يونانية ولم يعد إلى مصر إلا في عام 1997 في زيارة خاطفة من أجل الاطمئنان على صحة شقيقته الفنانة مريم فخر الدين، ثم عمل في هذه الفترة موظف استقبال في أحد الفنادق.

## أعماله

### في السينما
| - القضية رقم 1. - كم أنت حزين أيها الحب. - دائرة الشك. - الرغبة والثمن. - شقة وعروسة يا رب. - ليلة لا تنسى. - بنت غير كل البنات. - سكة العاشقين. - من بلا خطيئة. - مع حبى وأشواقي. - حرامي الحب. - الأزواج الشياطين. - الدموع في عيون ضاحكة. - مراهقة من الأرياف. - حبيبة غيري. - اخواته البنات. - وداعاً إلى الأبد. - الحساب يا مدموزيل. - احترسي من الرجال يا ماما. - شاطئ العنف. - صائد النساء. - عايشين للحب. - البنات والحب. | - 2 - 1 - 0. - أبناء للبيع. - أبو ربيع. - الشياطين في إجازة. - عندما يغني الحب. - البنات والمرسيدس. - مدرسة المشاغبين. - 3 فتيات مراهقات. - شباب في محنة. - شباب يحترق. - شياطين البحر. - الخطافين. - غرام في الطريق الزراعي. - حب المراهقات. - زوجة لخمسة رجال. - أصعب جواز. - أوهام الحب. - الأضواء. - الشجعان الثلاثة. - هي والشياطين. - 7 أيام في الجنة. - 3 وجوه للحب. - أسرار البنات. | - لصوص لكن ظرفاء. - حكاية 3 بنات. - صيف قوي الذاكرة. - شاطئ المرح. - عندما نحب. - بيت الطالبات. - 3 لصوص. - الثلاثة يحبونها. - الحياة حلوة. - حب للجميع. - الرسالة الأخيرة. - فتاة شاذة. - المراهقان. - ثورة البنات. - أول حب. - حب ومرح وشباب. - نمر التلامذة. - شقاوة بنات. - شباب طائش. - بياعة الجرايد. - حياة عازب. - صراع الجبابرة. | - يوم بلا غد. - مذكرات تلميذة. - مرحبا أيها الحب. - الأشقياء الثلاثة. - لا تذكريني. - معبد الحب. - المراهق الكبير. - الحب كده. - عمالقة البحار. - البنات والصيف. - إحنا التلامذة. - شمس لا تغيب. - عودة الحياة. - حماتي ملاك. - موعد مع المجهول. - بين الأطلال. - من أجل امرأة. - شباب اليوم. - الشيطانة الصغيرة. - حب من نار. - رحلة غرامية. - أنا وقلبي. |

## روابط خارجية
- يوسف فخر الدين على موقع IMDb (الإنجليزية)
- يوسف فخر الدين على موقع الدهليز
- يوسف فخر الدين على موقع قاعدة بيانات الأفلام العربية
- يوسف فخر الدين على موقع قاعدة بيانات الفيلم (الإنجليزية)